# 마이엠
마이엠(MyM)은 CJ인터넷이 운영했던 대한민국의 포털 사이트이다. 2004년 2월 9일에 서비스를 시작했으나 2004년 8월 31일에 서비스를 종료했다.

## 역사
2004년 2월 9일에 플레너스가 1년 6개월 동안에 걸친 사전 준비 절차를 거쳐 서비스를 시작하여 당시로서는 획기적인 무료 100MB(메가바이트) 대용량 이메일 등을 내세워 초기 바람을 일으켰다. 2004년 4월에 CJ그룹의 계열사인 CJ인터넷이 플레너스를 인수하면서 마이엠 또한 CJ인터넷에서 운영하게 되었다. 그러나 다른 포털 사이트와 차별되는 모습을 보이지 못했고 사용자 기반 확대에 어려움을 겪었다. 특히 트래픽을 늘리기 위해 사용자의 컴퓨터에 악성 애드웨어 프로그램을 배포하여 네티즌들의 반발을 사기도 했다.
2004년 7월 14일에 CJ인터넷이 온라인 게임 포털 사이트인 넷마블 경영에만 집중하겠다는 입장을 밝히면서 포털 사이트 사업 규모가 축소되었다. CJ인터넷은 2004년 8월 13일에 넷마블에 통합된 일부 서비스(영화, 카툰, 블로그, 네오얼리, 사진 갤러리·디카·앨범 인화, 클럽엔조이, 하이프랜)를 제외한 마이엠의 서비스 대부분을 단계적으로 종료하기로 결정했다. 2004년 8월 26일에는 게시판 글 쓰기를 비롯한 마이엠의 서비스 이용 범위가 대폭 제한되었고 2004년 8월 31일에는 검색, 뉴스를 비롯한 대부분의 서비스 운영이 종료되었다. 2004년 10월 4일에는 마이엠에서 운영하던 주요 서비스가 넷마블에 이관되었고 2004년 11월 12일에는 메일을 비롯한 마이엠의 모든 서비스 운영이 종료되었다. 결국 마이엠은 대한민국의 포털 사이트 역사상 가장 짧은 존속 기간인 6개월 만에 서비스를 종료했다.